# Torsten-Jörn Klein
Torsten-Jörn Klein (* 5. Februar 1964 in Berlin) ist ein deutscher Manager, Investor und Sportfunktionär.

## Karriere
Nach dem Studium der Betriebswirtschaftslehre und Promotion an der Hochschule für Ökonomie Berlin begann Klein seine berufliche Laufbahn als Assistent der Geschäftsführung beim Bertelsmann Buchclub und setzte seinen Berufsweg bis 1997 mit diversen Führungspositionen im Marketing, Einkauf und Vertrieb, zuletzt als Vertriebschef für alle 300 Bertelsmann Club-Filialen fort. 1998 wechselte er als Verlagsleiter zur Berliner Zeitung, ab 2000 leitete Klein dann als Geschäftsführer des Berliner Verlags sämtliche Zeitungsaktivitäten von Gruner + Jahr in Berlin (Berliner Zeitung, Berliner Kurier, BerlinOnline/Berlin.de, Berliner Zeitungsdruck, Berliner Abendblatt). 2004 wurde er in den Vorstand der Gruner + Jahr AG & Co KG berufen und verantwortete erst Teile des Auslandsgeschäfts sowie seit 2009 als Auslandsvorstand alle Auslandsaktivitäten des Konzerns in über 30 Ländern. Am 10. April 2013 wurde bekannt, dass Klein Gruner + Jahr zum Jahresende verlässt. Seit Anfang 2014 investiert Klein in digitale Startups und hat ein Portfolio von Beteiligungen in den Bereichen E-Commerce, Online-Couponing und SEO-Optimierung aufgebaut, deren Entwicklung er begleitet. Anfang 2018 beteiligte sich Klein am Digitalcampus Hammerbrooklyn im Hamburger Stadtteil Hammerbrook. Ende 2018 hat Klein im Rahmen eines Debt-Equity-Swaps 70 % des größten deutschen Online-Store für Kinder-Luxusmode Nickis.com für 3 Millionen Euro aus der Insolvenz übernommen.

## Sonstige Funktionen
Klein engagierte sich als Kuratoriumsmitglied für den Verein Internationale Journalisten Programme (IJP),, war Mitglied im Kuratorium der International Academy of Journalism (INTAJOUR) und Mitglied des Vorstandes des Weltverbandes der Zeitschriftenverleger FIPP.
Er ist seit Juni 2018 Vorsitzender des Aufsichtsrates des Berliner Fußballvereins Hertha BSC.

## Werke
- Möglichkeiten und Grenzen der Einbeziehung moderner Marketingforschungsmethoden in die Entwicklung von Marketingstrategien: eine theoretische und empirische Analyse am Beispiel des Bertelsmann Buchclubs. Berlin, Hochschule für Ökonomie, Diss., 1991